# Aleki Lutui

a Compétitions nationales et continentales officielles uniquement.

b Matchs officiels uniquement.
Dernière mise à jour le 27 septembre 2021.
Aleki Lutui, né le 1er juillet 1978 à Tofoa (Tonga), est un joueur international tongien de rugby à XV évoluant au poste de talonneur ou de pilier. 
Il évolue aujourd'hui en Championship (D2 Anglaise), au club d'Ampthill après avoir longtemps joué au plus haut niveau en Nouvelle-Zélande et en Angleterre.

## Carrière

### En club
Aleki Lutui commence à jouer au rugby dans son pays natal, où il exerce en parallèle le métier de policier.
En 2000, il émigre en Nouvelle-Zélande avec son ami Taufa'ao Filise, et rejoint le club amateur d'Opotiki dans la région de la Baie de l'Abondance. Il joue une saison avec ce club, avant de rejoindre celui de Whakarewarewa l'année suivante.
Il lance sa carrière professionnelle en 2001, lorsqu'il est retenu dans l'effectif de la province de Bay of Plenty pour disputer le National Provincial Championship (NPC). Il devient au fil des saisons un élément essentiel de cette équipe, principalement grâce son impact physique,. Il joue six saisons avec la province, et joue 55 matchs. En 2005, il affronte avec sa province les Lions britanniques lors de leur tournée en Nouvelle-Zélande, et y fait une performance remarquée,.
Repéré par ses performances au niveau provincial, il fait partie du groupe élargi de la franchise des Chiefs en Super 12 pour les saisons 2003 et 2004. Il dispute neuf matchs comme remplaçant lors de ses deux saisons. Pour la saison 2005, il obtient son premier vrai contrat avec les Chiefs. Il est alors beaucoup plus utilisé par sa franchise, disputant vingt matchs en deux saisons.
En 2006, il est recruté par le club anglais des Worcester Warriors, évoluant en Premiership, sur la base d'un contrat de deux saisons,. Il devient rapidement un cadre de sa nouvelle équipe, grâce à sa régularité et sa dimension physique,,. Il joue son centième match avec le club en 2010, année où il remporte également le titre de meilleur joueur de l'équipe,. En 2010 également, Worcester est relégué en RFU Championship, mais il reste fidèle à son club, et participe à la remontée immédiate en Premiership,. En 2013, après sept saisons et 181 matchs, il n'est pas conservé et quitte le club à l'âge de 35 ans.
Il signe alors un contrat de deux saisons avec la province écossaise d'Édinbourg en Pro12,. Recruté comme doublure de l'international écossais Ross Ford, il joue huit rencontres dans la saison, dont cinq titularisations,. En septembre 2013, il reçoit une suspension de deux semaines pour un placage dangereux commis lors d'un match contre les Ospreys.
Libéré de sa deuxième année de contrat, il fait son retour en Premiership en 2014, avec le club de Gloucester pour un contrat d'une saison,.
En 2015, il rejoint à l'âge de 37 ans le club d'Ampthill, qui vient d'être promu en National League One,. Il retrouve là bas d'autres anciens internationaux tongiens comme Maama Molitika, Paino Hehea et Viliami Ma'asi. Il se convertit alors au poste de pilier et, malgré son âge avancé, continue de se montrer performant avec l'équipe du Bedfordshire,. En 2019, il participe à la victoire de son équipe en championnat, et donc à l'accession au Championship pour la première fois de l'histoire du club. Lutui fait alors son retour au niveau professionnel lors de la saison 2019-2020, alors qu'il est agé de 41 ans. En 2021, il est toujours actif à l'âge de 43 ans,

### En équipe nationale
Aleki Lutui connaît sa première sélection le 28 mars 1999 contre l'équipe de Géorgie à Tbilissi.
En 2004, 2006 et 2008, il participe aux trois tournées des Pacific Islanders.
Avec les Ikale Tahi, il est sélectionné pour disputer sa première Coupe du monde en 2007 en France. Il dispute quatre matchs lors la compétition, dont trois comme titulaire.
Il dispute sa deuxième Coupe du monde lors de l'édition 2011 en Nouvelle-Zélande. Il est alors le joueur le plus expérimenté de l'effectif tongien, et il le capitaine lors du second match de poule, face au Japon. Il joue un total de trois matchs lors de la compétition, dont la victoire historique face à la France le 1er octobre 2011.
En 2014, après trois ans d'absence, il fait son retour en sélection à l'âge de 36 ans, avec pour objectif de disputer la Coupe du monde 2015 en Angleterre. L'année suivante, il est effectivement sélectionné par Mana Otai dans le groupe final de 31 joueurs,. Deuxième plus joueur le plus vieux de la compétition (derrière Victor Matfield), il est sélectionné avant tout pour apporter son expérience au groupe, et il est considéré comme le troisième dans la hiérarchie des talonneurs, ne jouant que deux rencontres,.

## Palmarès

### En club
- Finaliste du Challenge européen en 2008 avec Worcester.
- Vainqueur du Championship en 2011 avec Worcester.
- Vainqueur du Challenge européen en 2015 avec Gloucester.
- Vainqueur de la National League One en 2019 avec Ampthill.

## Statistiques en équipe nationale
- 45 sélections entre 1999 et 2015
- 5 essais, soit 25 points
- Sélections par année : 4 en 1999, 4 en 2001, 5 en 2004, 4 en 2005, 5 en 2006, 9 en 2007, 1 en 2008, 3 en 2010, 5 en 2011 3 en 2014 et 2 en 2015

En Coupe du monde :
- 2007 : 4 sélections, 3 comme titulaire (États-Unis, Samoa, Afrique du Sud, Angleterre)
- 2011 : 3 sélections, 3 comme titulaire (Nouvelle-Zélande, Japon, France)
- 2015 : 2 matchs (Namibie, Argentine)